# Rousettus aegyptiacus
Il rossetto egiziano o pipistrello della frutta egiziano (Rousettus aegyptiacus E.Geoffroy, 1810) è una specie di megachiroptero diffuso in Africa, Medio Oriente, Mediterraneo e nel subcontinente indiano.

## Descrizione

### Dimensioni
Pipistrello di medie dimensioni, con la lunghezza della testa e del corpo tra 109 e 192 mm, la lunghezza dell'avambraccio tra 82 e 106 mm, la lunghezza della coda tra 8 e 24 mm, la lunghezza delle orecchie tra 13 e 27 mm e un peso fino a 170 g.

### Aspetto

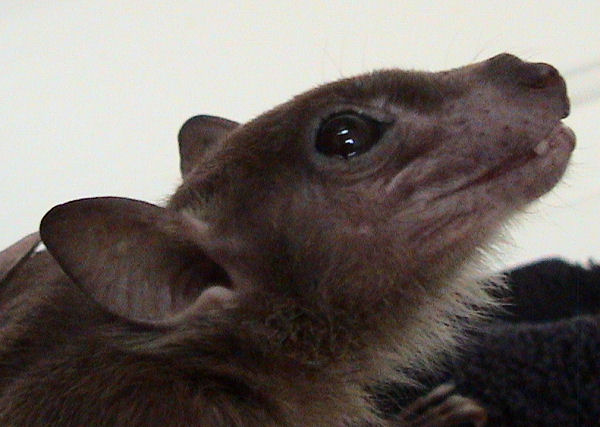
Dettaglio della testa

La pelliccia è corta, soffice e lucente, si estende fino a metà degli avambracci. Le parti dorsali variano dal bruno-olivastro scuro al bruno-grigiastro, marrone chiaro nella popolazione egiziana, il collo è più chiaro e con la peluria sparsa, mentre le parti ventrali sono più chiare. I maschi hanno un collare di peli più rigidi e chiari. Il muso è lungo, gli occhi sono grandi e scuri. Le orecchie sono marroni, prive di peli e con l'estremità arrotondata, il lobo antitragale è distinto ma poco sviluppato. Le ali sono bruno-nerastre ed attaccate posteriormente al primo dito del piede, occasionalmente tra il primo e secondo dito. La tibia è priva di peli. La coda è relativamente corta, mentre l'uropatagio è ridotto ad una sottile membrana lungo la parte interna degli arti inferiori. Sono presenti 4 creste palatali continue, 3 divise ed una alla fine molto sottile e talvolta divisa. Il cariotipo è 2n=36 FNa=68.

### Ecolocazione
Emette ultrasuoni sotto forma di coppie di impulsi a banda larga con frequenze tra 7 e 70 kHz, parzialmente udibili dall'uomo e massima energia a 10-12 e 20 kHz, generati con lo schioccare della lingua sul palato ed emessi attraverso il muso. Vengono utilizzati per orientarsi nell'oscurità delle grotte. La coclea non è particolarmente sviluppata come nei microchirotteri tuttavia le orecchie sono eccezionalmente mobili. 

## Biologia

### Comportamento
Di giorno si rifugia in grosse grotte umide, in canali lavici dove la temperatura ambientale è stabile, talvolta preferendo zone poco illuminate alla completa oscurità, dove forma colonie di 50-4.000 individui di entrambi i sessi. Si aggrega in densi grappoli all'interno di buchi o fessure sulle pareti ma se necessario può rimanere sospeso sulle volte. In Egitto è stato osservato in templi, tombe e moschee. Condivide spesso i ricoveri con microchirotteri sebbene ogni specie occupi una propria area. Rimane attivo durante tutto il giorno, c'è competizione per ottenere i posti più bui spesso in maniera aggressiva con urla, spinte e morsi. È presente una vasta gamma di vocalizzazioni, molte delle quali utilizzate per comunicare. Gli accoppiamenti avvengono nei ricoveri. Non entra in ibernazione né in uno stato di torpore diurno, non può sopravvivere per lungo tempo in condizioni fredde e si riscalda stringendosi ai suoi vicini, agitandosi e soffiando più velocemente. Se il clima è troppo caldo invece si raffredda separandosi dagli altri e salivando intensamente. Il volo è lento, circa 4,4 M/S, agile ma poco manovrato. Talvolta compie lunghe planate a quote più basse, può rimanere sospeso brevemente in volo e spiccarlo da terra. Sul terreno è lento e sgraziato, ma può arrampicarsi efficacemente. Quando si nutre rimane sospeso sui rami con un piede e con il lungo pollice e frequentemente si sposta su di essi in questa posizione usando tutti e quattro gli arti.

### Alimentazione

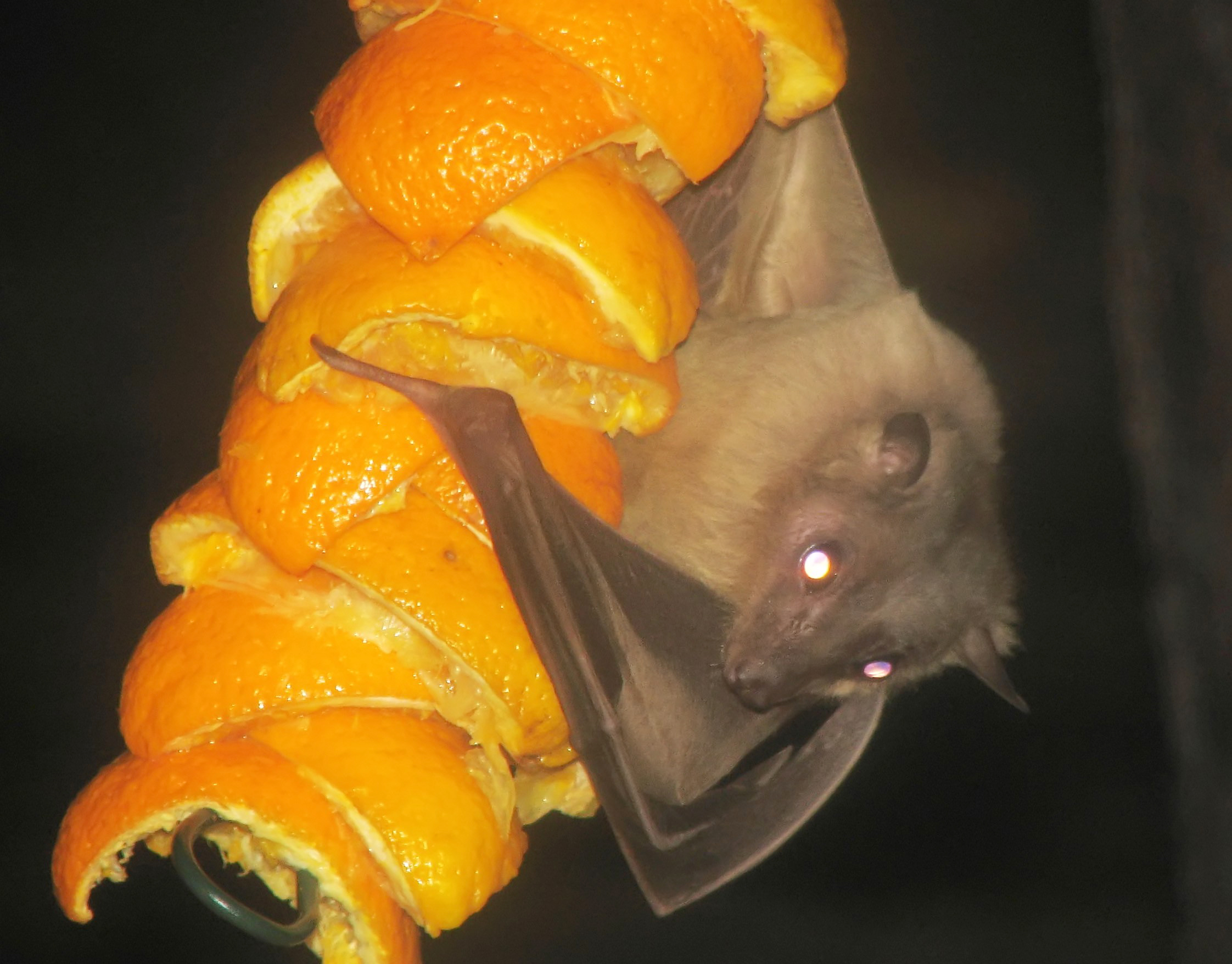
Un individuo mentre si nutre di arance nel Cotswold Wildlife Park in Inghilterra

Si nutre di frutta, nettare e probabilmente polline di specie del genere Bombax, Kigelia, Adansonia, Eriobotyra e Musa. Di almeno una di queste piante può essere considerato un importante impollinatore. Spesso compie spostamenti fino a 10–24 km dai rifugi alle zone dove si nutre e di conseguenza giunge molto più tardi rispetto alle altre specie di pipistrelli che vivono sugli alberi vicini. La frutta è trasportata in un posatoio e quindi mangiata. I frutti dalla pelle dura vengono prima spellati e poi la polpa viene masticata e schiacciata contro il palato. Può effettuare migrazioni fino a 500 km alla ricerca di cibo. In alcune zone è considerato un danno per l'agricoltura sebbene gli effetti sui frutteti non siano eccessivi. 

### Riproduzione
Danno alla luce uno, occasionalmente due piccoli alla volta all'anno, sebbene in alcune parti dell'areale i parti possano avvenire più volte. In Egitto gli accoppiamenti e le nascite avvengono in tutti i mesi, la gestazione dura 105-107 giorni. In Uganda la gestazione dura per 4 mesi e le nascite avvengono prima del picco delle piogge tra marzo e settembre. Nuovamente vengono concepiti altri piccoli dopo appena due mesi. In Sudafrica le copule avvengono in inverno, tra luglio ed agosto o tra giugno e metà settembre, i parti in estate tra novembre e dicembre e l'allattamento prosegue per almeno due mesi. I nascituri hanno una sottile peluria sulla testa e il dorso, gli occhi sono chiusi e le orecchie schiacciate sulla testa, il peso è di 18-25 g. Le orecchie si raddrizzano dopo circa 10 giorni e dopo circa un mese l'apertura alare è di circa il 75% di quella di un adulto, le cui dimensioni raggiungono dopo nove mesi. Il rapporto alla nascita tra i due sessi è paritario.

## Distribuzione e habitat
Questa specie è diffusa in maniera frammentata nell'Africa subsahariana, del Senegal all'Etiopia ad est fino al Sudafrica a sud e nel vicino oriente dall'Anatolia meridionale fino al Pakistan meridionale e sull'isola di Cipro.
Vive in ambienti umidi con presenza di grotte ed alberi da frutto fino a 2.500 metri di altitudine.

## Tassonomia
Sono state riconosciute 6 sottospecie:
- R.a.aegyptiacus: Valle del Nilo, Cipro, Castelrosso[4], Anatolia meridionale, Siria occidentale, Libano, Israele, Palestina, Giordania occidentale;
- R.a.arabicus (Anderson & de Winton, 1902): Arabia Saudita sud-occidentale, Yemen occidentale e meridionale, Oman sud-occidentale e nord-orientale, Iran meridionale, Pakistan sud-occidentale;
- R.a.leachii (Smith, 1892): Repubblica Democratica del Congo nord-orientale, Etiopia centrale, Uganda, Ruanda, Burundi, Kenya, Tanzania settentrionale, Malawi meridionale, Mozambico centrale, Zimbabwe, Sudafrica nord-orientale e meridionale, isole di Pemba, Zanzibar e Mafia;
- R.a.princeps (Juste & Ibáñez, 1993): Isola di Príncipe, nel Golfo di Guinea;
- R.a.tomensis (Juste & Ibáñez, 1993): Isola di São Tomé, nel Golfo di Guinea;
- R.a.unicolor (Gray, 1870): Senegal, Guinea, Sierra Leone, Liberia, Costa d'Avorio, Ghana, Togo, Nigeria, Camerun, isola di Bioko, Rio Muni, Gabon, Congo, Angola nord-occidentale.

## Conservazione
La Lista rossa IUCN, considerato il vasto areale e l'abbondanza, classifica R.aegyptiacus come specie a rischio minimo (Least Concern)).

## Rapporti con l'uomo
Questa specie è stata individuata nel 2007 come serbatoio naturale del virus Marburg.